# Nenotes
Nenotes is een bestuurslaag in het regentschap Timor Tengah Selatan van de provincie Oost-Nusa Tenggara, Indonesië. Nenotes telt 819 inwoners (volkstelling 2010).